# Philips Vliegdienst
De Philips Vliegdienst was een kleine vliegtuigmaatschappij die toebehoorde aan het elektronicaconcern Philips. De thuisbasis was het toenmalige vliegveld Welschap.

## Geschiedenis
Frits Philips kocht reeds in 1949 de 'PH-LPS', een Auster J1 Autocrat, die hij in 1953 weer verkocht.
De Philips Vliegdienst werd in 1955 opgericht om voor het transport van hooggeplaatste Philips-leidinggevenden steeds snel vervoer ter beschikking te hebben. De dienst bezat, op zijn hoogtepunt, acht vliegtuigen, een helikopter en 70 werknemers. In 1992 werd de omvang van de dienst al teruggebracht tot 2 vliegtuigen en 25 man personeel.
Bij verschillende Philips-vestigingen lag een vliegveld in de buurt, deels zijn deze vliegvelden zelfs door Philips opgericht. Het betreft o.a.:
- Vliegbasis Eindhoven, het voormalige vliegveld Welschap.
- Vliegveld Hoogeveen, opgericht in 1962 en geopend in 1964 t.b.v. de vestiging van Fokker en Philips in die vestiging.
- Vliegveld Drachten, opgericht in 1962 t.b.v. de Philipsvestiging in Drachten.
- Vliegveld Stadskanaal, opgericht in 1961, waarvan Philips de Exploitant was, zij mocht als enige het vliegveld gebruiken, tot de overname door de gemeente Stadskanaal in 1977.

In 1996 maakte het concern bekend om de vliegdienst af te stoten. Deze bezat toen nog twee vliegtuigen en had 23 werknemers.

## Trivia
De vliegtuigen hadden kenmerkende registratieletters. Voor Nederland was de landregistratie al 'PH' en de vliegtuigen hadden dan ook letters als: 'PH-ILI'. 'PH-LPS' en dergelijke.

## Lijst van vliegtuigen
| In dienst  | Uit dienst | Registratie | Type                           | Foto |
| ---------- | ---------- | ----------- | ------------------------------ | ---- |
| 01-10-1949 | 14-11-1953 | PH-LPS      | Taylorcraft Auster V           |      |
| 14-11-1953 | 05-04-1955 | PH-LPS      | Cessna 170B                    |      |
| 20-06-1955 | 02-11-1965 | PH-LPS      | Beechcraft E18S                |      |
| 29-07-1957 | 15-08-1967 | PH-ILI      | De Havilland D.H.104 Dove 6    |      |
| 16-01-1959 | 20-08-1968 | PH-ILA      | De Havilland D.H.114 Heron 2E  |      |
| 06-07-1959 | 27-11-1963 | PH-IPS      | Cessna 182B Skylane            |      |
| 11-11-1960 | 24-01-1967 | PH-ILO      | De Havilland D.H.114 Heron 2C  |      |
| 10-10-1963 | 30-06-1970 | PH-ILB      | Beechcraft 95-A55 Baron        |      |
| 25-10-1965 | 18-11-1971 | PH-ILE      | Beechcraft 95-A55 Baron        |      |
| 17-01-1967 | 20-02-1986 | PH-LPS      | Dassault Mystère-Falcon 20C    |      |
| 26-06-1968 | 02-08-1994 | PH-ILF      | Dassault Mystère-Falcon 20C    |      |
| 31-03-1964 | 26-05-1972 | PH-ILS      | Beechcraft 65 Queen Air        |      |
| 30-06-1970 | 08-01-1980 | PH-IND      | Beechcraft 65-A90 King Air     |      |
| 15-09-1972 | 02-08-1994 | PH-ILX      | Dassault Mystère-Falcon 20E    |      |
| 23-09-1975 | 07-01-1994 | PH-ILY      | Dassault Mystère-Falcon 20E    |      |
| 03-10-1978 | 31-10-1980 | PH-ILT      | Dassault Mystère-Falcon 10     |      |
| 22-09-1980 | 03-03-1988 | PH-ILH      | Beechcraft 200C Super King Air |      |
| 24-09-1980 | 15-07-1991 | PH-ILG      | Beechcraft 200C Super King Air |      |
| 25-07-1980 | 07-07-1999 | PH-ILR      | Dassault Mystère-Falcon 50     |      |
| 22-04-1983 | 19-05-1998 | PH-ILD      | Dassault Mystère-Falcon 50     |      |
| 04-06-1999 |            | PH-ILC      | Dassault Mystère-Falcon 900    |      |